# Печёнкина, Юлия Сергеевна
Ю́лия Серге́евна Печёнкина (до замужества — Носова; род. 21 апреля 1978, Красноярск) — российская легкоатлетка, четырёхкратная чемпионка мира, экс-рекордсменка мира в 2003—2019 годах на дистанции 400 метров с барьерами.
В 2001 году окончила с красным дипломом Красноярскую государственную академию цветных металлов и золота.
В сентябре 2009 года заявила об уходе из большого спорта по причине проблем с сердцем, вызванных нагрузками на фоне хронического заболевания гайморитом.
Была замужем за российским легкоатлетом Евгением Печёнкиным, участником трёх Олимпийских игр.

## Личные рекорды
| Дата           | Событие           | Город             | Время (с) |
| -------------- | ----------------- | ----------------- | --------- |
| 8 августа 2003 | 400 м с барьерами | Тула, Россия      | 52.34     |
| 29 января 2005 | эстафета 4×200 м  | Глазго, Шотландия | 1:32,41   |
| 1 июля 2001    | 400 м             | Глазго, Шотландия | 53.22     |